# Vorratsaktie
Die Vorratsaktie (veraltet: Verwaltungsaktie, Verwertungsaktie) ist im Finanzwesen eine Aktie, die ein Dritter anlässlich der Unternehmensgründung, Kapitalerhöhung oder Ausübung des Bezugs- oder Umtauschrechts aus einer bedingten Kapitalerhöhung übernimmt.

## Allgemeines
Der Dritte (Bankenkonsortium, Treuhänder) fungiert faktisch als Strohmann, zumal das emittierende Unternehmen dem Dritten den Kaufpreis der Aktien durch Kredit zur Verfügung stellt und dem Emittenten vertraglich das Recht zur Verwendung der Vorratsaktien durch Stimmrechtsbindung zusteht. Um die Kredite zu begrenzen, kann vom Recht der Teileinzahlung nach § 36a AktG Gebrauch gemacht werden. 

## Zweck
Zweck der Vorratsaktie ist die künftige Verfügbarkeit als junge Aktien sozusagen als „Vorrat“ etwa für Kapitalbeteiligungen an anderen Unternehmen oder Fusionen. Die Aktien werden als „Vorrat“ übernommen, weil zum Übernahmezeitpunkt noch keine Kapitalmaßnahmen geplant sind, sondern erst später stattfinden sollen. Durch die Emission von Vorratsaktien erhält das emittierende Unternehmen kein zusätzliches Eigenkapital, denn es handelt sich unter dem Gesichtspunkt der Finanzierung um „Leeraktien“.
Hauptsächlich entstehen Vorratsaktien beim (Teil-)Ausschluss des Bezugsrechts der Altaktionäre während Kapitalerhöhungen bzw. Bezugsrechtsemissionen, die das Bezugsrecht nur teilweise einschränken oder durch ein entsprechend nicht voll angepasstes Bezugsverhältnis nicht 1:1 gewährt wird. Der Rumpf aus nicht in Anspruch genommenen Bezugsrechten (siehe Privatplatzierung nicht bezogener Aktien) kann ebenfalls zum Aufbau eines Bestandes an Vorratsaktien führen.
Vorratsaktien können jedoch auch unbeabsichtigt entstehen, wenn sich neu ausgegebene junge Aktien unerwarteterweise nicht innerhalb der erhofften Preisspanne platzieren lassen und daher erst später verkauft werden sollen.

## Rechtsfragen
Zwar sind Vorratsaktien im deutschen Recht nicht unzulässig, doch ist im Regelfall der Erwerb als eigene Aktien verboten (§ 71 AktG). Zudem wird durch § 56 AktG die Wirksamkeit derartiger Abreden eingeschränkt, weil der Emittent für gerechtfertigte Zwecke über das genehmigte Kapital verfügen kann. Der Dritte als Erwerber der Vorratsaktien handelt im Rahmen eines Geschäftsbesorgungsvertrags oder Auftrags und kann sich nicht darauf berufen, dass er die Aktien nicht für eigene Rechnung, sondern für die Rechnung des emittierenden Unternehmens übernommen hätte.
Eine Stimmrechtsbindung ist gemäß § 136 Abs. 2 AktG dann nichtig, wenn sich ein Aktionär verpflichtet, nach Weisung der Aktiengesellschaft, ihres Vorstands oder Aufsichtsrats oder nach Weisung eines abhängigen Unternehmens das Stimmrecht auszuüben. 
Gemäß § 160 Abs. 1 Nr. 1 AktG sind im Anhang Angaben auch über Vorratsaktien zu machen. Sie werden hier umschrieben als „Aktien, die ein Aktionär für Rechnung der Gesellschaft oder eines abhängigen oder eines im Mehrheitsbesitz der Gesellschaft stehenden Unternehmens oder ein abhängiges oder im Mehrheitsbesitz der Gesellschaft stehendes Unternehmen als Gründer oder Zeichner oder in Ausübung eines bei einer bedingten Kapitalerhöhung eingeräumten Umtausch- oder Bezugsrechts übernommen hat“.

## Abgrenzung
Irrtümlicherweise werden oft über bedingte Kapitalerhöhungen oder genehmigtes Kapital emittierte Aktien als Vorratsaktien bezeichnet. Dies ist bereits begrifflich falsch, da in beiden Fällen mit der Emission neuer Aktien die Übereignung an Dritte – die in keiner anderen Rechtsbeziehung zum emittierenden Unternehmen stehen – einhergeht und folglich ein Vorrat zu keiner Zeit gebildet wird.